# Fără lumini de poziție
Fără lumini de poziție este un film românesc din 1989 regizat de Mihnea Columbeanu. Rolurile principale au fost interpretate de actorii Ionuț Antonie, Gheorghe Bălășoiu.

## Distribuție
Distribuția filmului este alcătuită din:
- Dan Biter — Dani
- Dan Galea — Neluțu
- Natașa Raab — Mona Petrovan
- Fabiola Helciuc — Fabi
- Victoria Mierlescu — Baba scundä
- Adrian Vâlcu — Îndrägostitul
- Bogdan Uritescu — Al doilea bäiat vesel
- Daniela Cristea — Soția lui Mircea
- Nicolae Cristache — Bebe
- Călin Cristescu — Al treilea bäiat vesel
- Tiberiu Oncescu — Tibi
- Gheorghe Bălășoiu — Olaru
- Valentin Uritescu — Nea Pandele
- Ionuț Antonie — Primul băiat vesel
- Alexandra Brădean — Alexana
- Angela Radoslavescu — Baba slabä
- Alexandra Grecea — Fiica lui Mircea
- Laurențiu Lazăr — Radu Ion Zilișteanu
- Ilie Gâlea
- Rodica Dianu — Baba grasä
- Simona Galbenușă — Îndrăgostita
- Andrei Ralea — Nea Toader